# Konstal N
Konstal N je model nejstarší polské tramvaje koncepce KSW. Byl vyráběn od konce 40. let do 2. poloviny 50. let 20. století podniky Konstal, Stocznia Gdańska a Sanowag. Úzkorozchodná verze byla označena jako 2N. Celkem bylo vyrobeno 516 vozů pro polský trh. Ve výrobě byl nahrazen modernějším typem Konstal 4N.

## Konstrukce
N je dvousměrný dvounápravový motorový tramvajový vůz odvozený z německé koncepce KSW. Vozová skříň tramvají byla celokovová, svařovaná. Vozidlo je vybaveno čtyřmi dveřmi, vždy dvěma na jedné straně vozové skříně; dále je tramvaj standardně vybavena pantografem. Pojezd tvořil dvounápravový podvozek se dvěma motory typu LT-31 o výkonu 60 kW. Kontroléry T-401 měly 8 jízdních stupňů a 6 stupňů pro elektrodynamickou brzdu. Do tohoto typu tramvaje je možno montovat podvozky jak pro normální rozchod kolejí 1435 mm, tak i pro rozchod 1000 mm. Nátěr byl v tehdejší typické kombinaci – meziokenní část nesla vagonově bílý nátěr, podokenní část byla červená, zelená (Poznaň) nebo modrá (Krakov). K motorovým vozům byly také vyrobeny vlečné vozy ND s téměř shodnou karoserií.

## Typy a modernizace
- N1 (výroba: 1948–1956)
- N2 (výroba: 1950–1952)
- N3 (výroba: 1952–1956)
- ND1 (vlečný vůz, výroba: 1948–1950)
- ND2 (vlečný vůz, výroba: 1950–1953)
- ND3 (vlečný vůz, výroba: 1953–1956)
- 2N (výroba: 1950–1956; rozchod: 1000 mm)
- 2N1 (výroba: 1950–1951; rozchod: 1000 mm)
- 2ND (výroba: 1955; rozchod: 1000 mm)

## Dodávky tramvají
V letech 1948 až 1956 bylo vyrobeno celkem 516 vozů Konstal N. Byly určeny výhradně pro Polsko (Gdaňsk, Gorzów Wlkp., Sopot, GOP, Krakov, Poznaň, Štětín, Varšava, Vratislav, Bílsko-Bělá, Bydhošť, Grudziądz, Elbląg, Inowrocław, Jelenia Góra, Lehnice, Lodž, Olsztyn, Słupsk, Toruň a Wałbrzych).

## Galerie

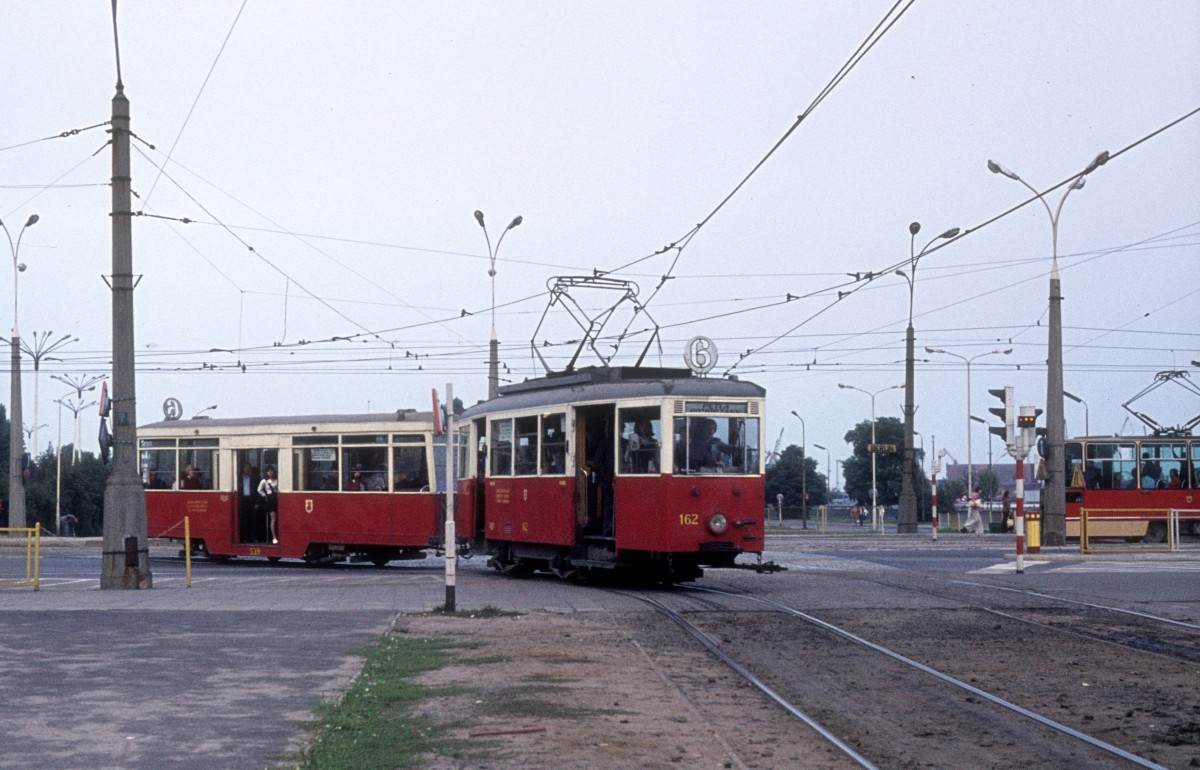
Souprava štětínských vozů N a Niesky
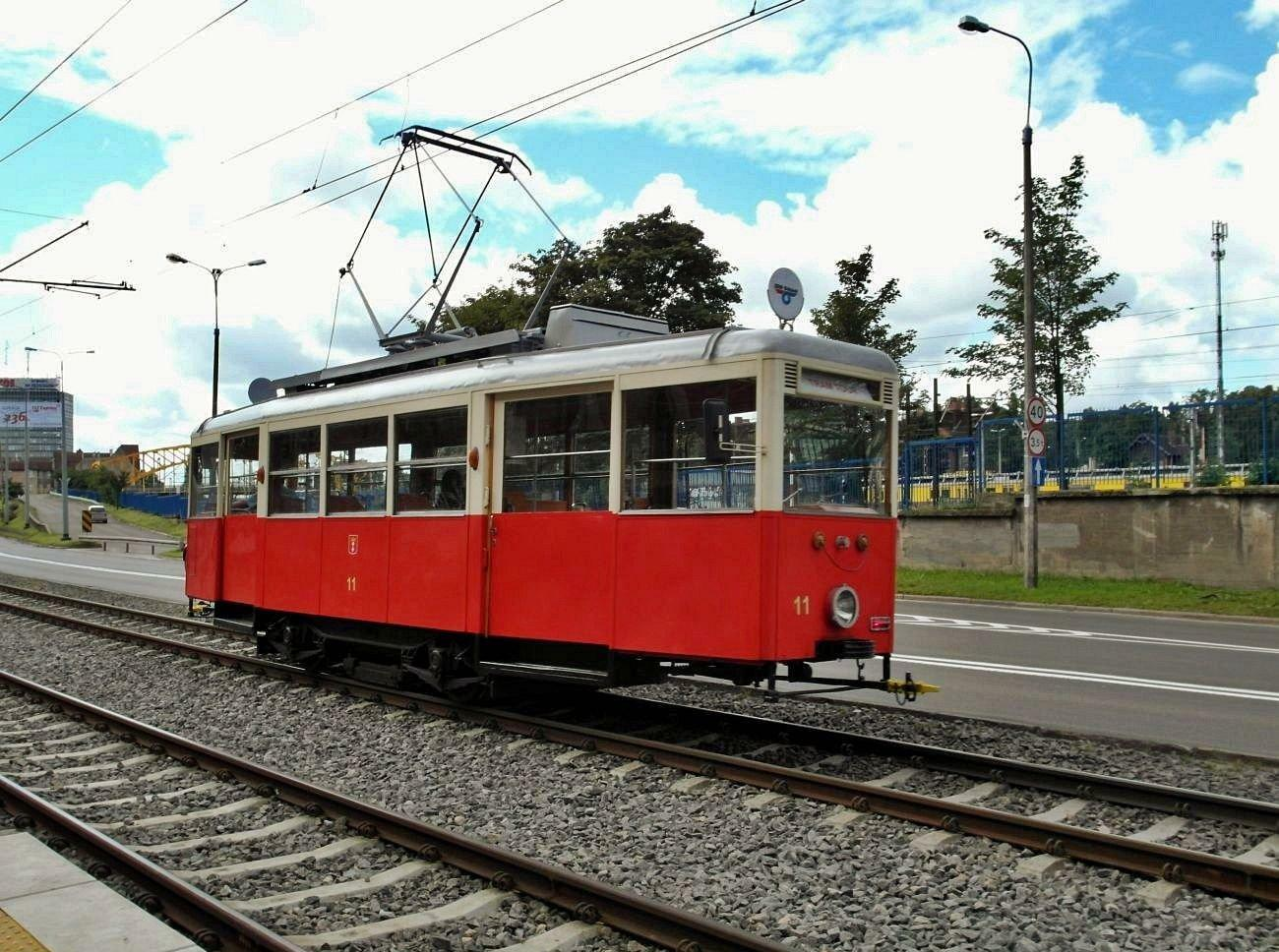
Historická tramvaj N č. 11 v Gdaňsku
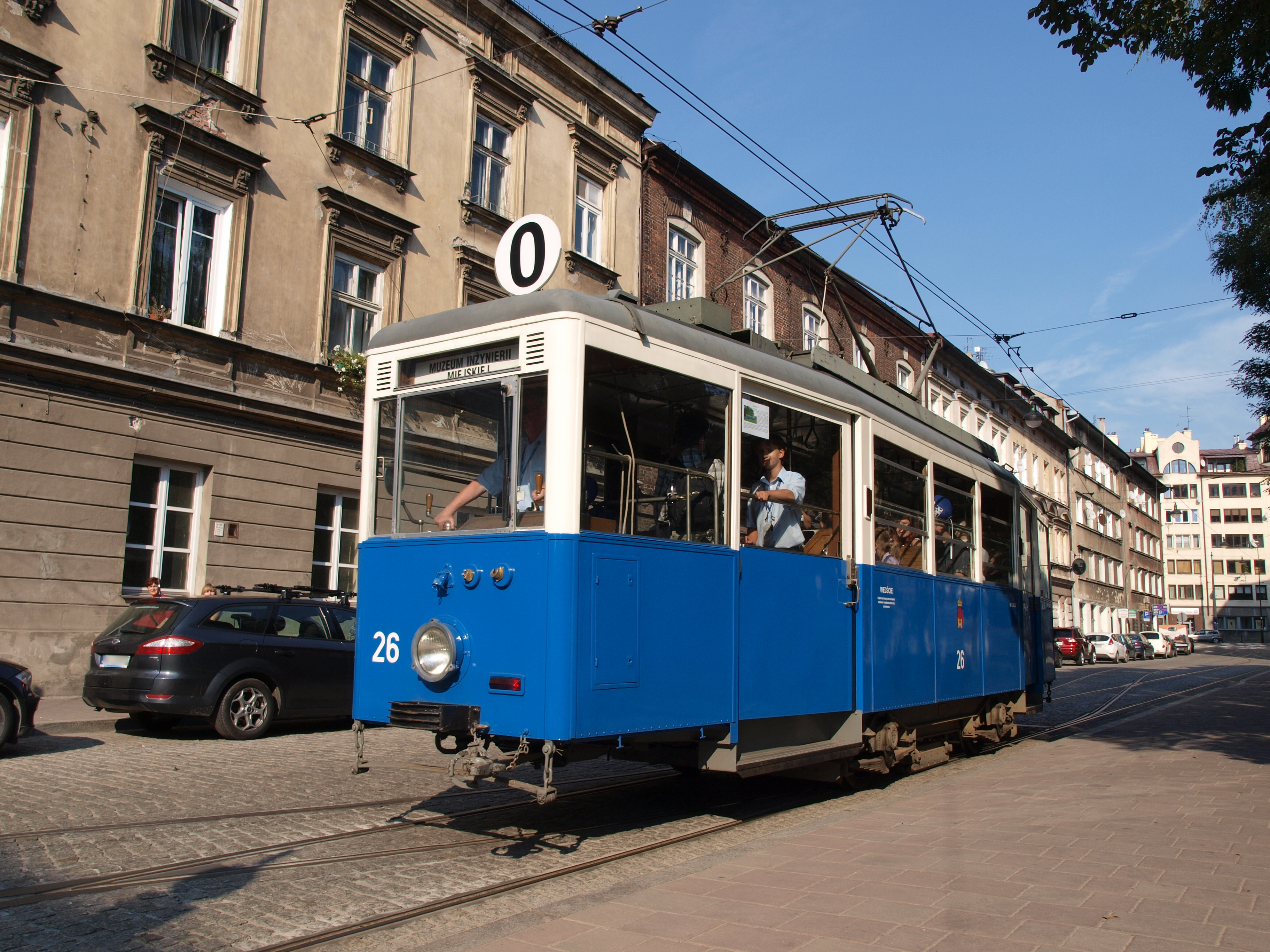
Historická tramvaj N v Krakově
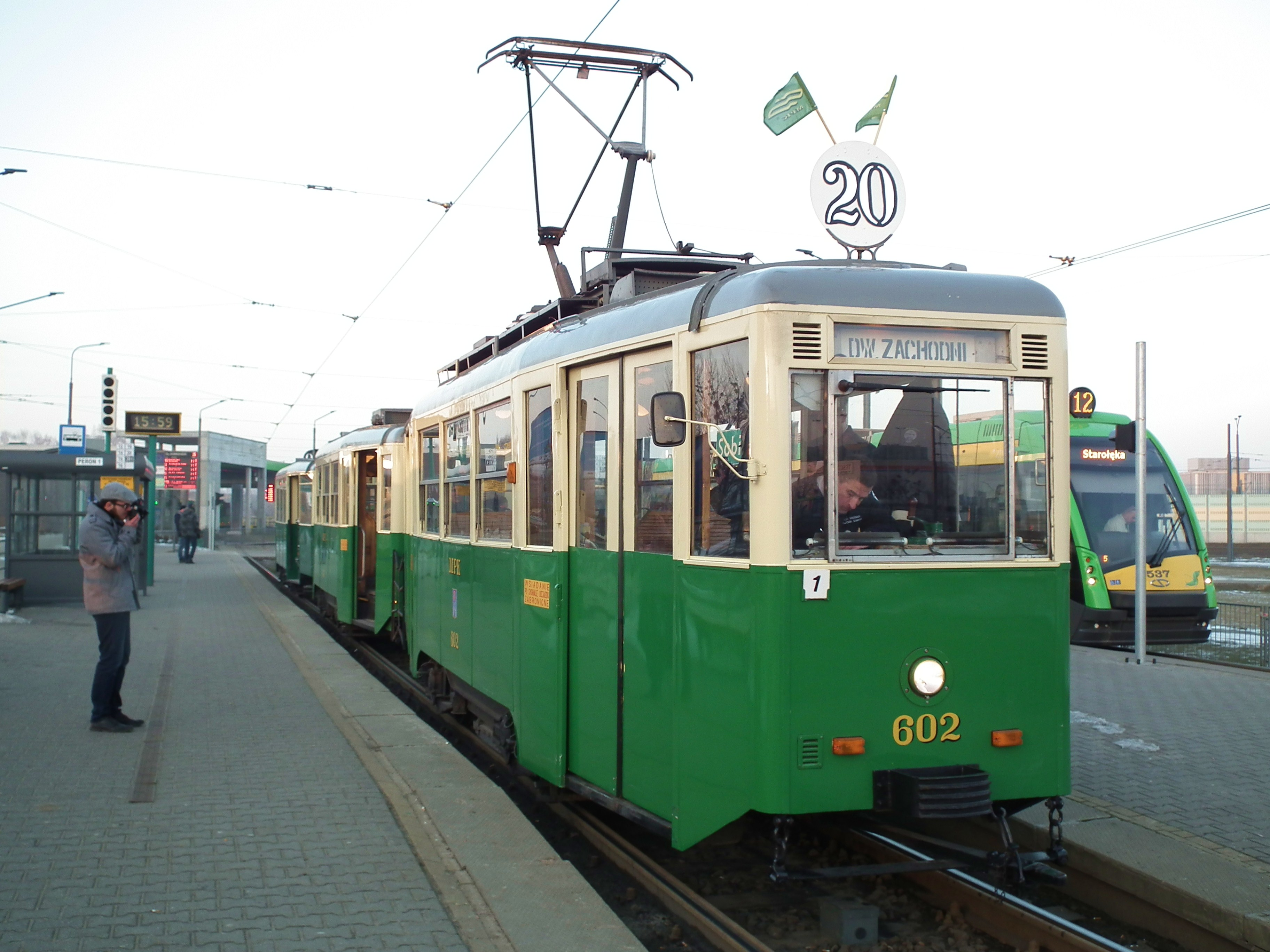
Historická tramvaj N v Poznani
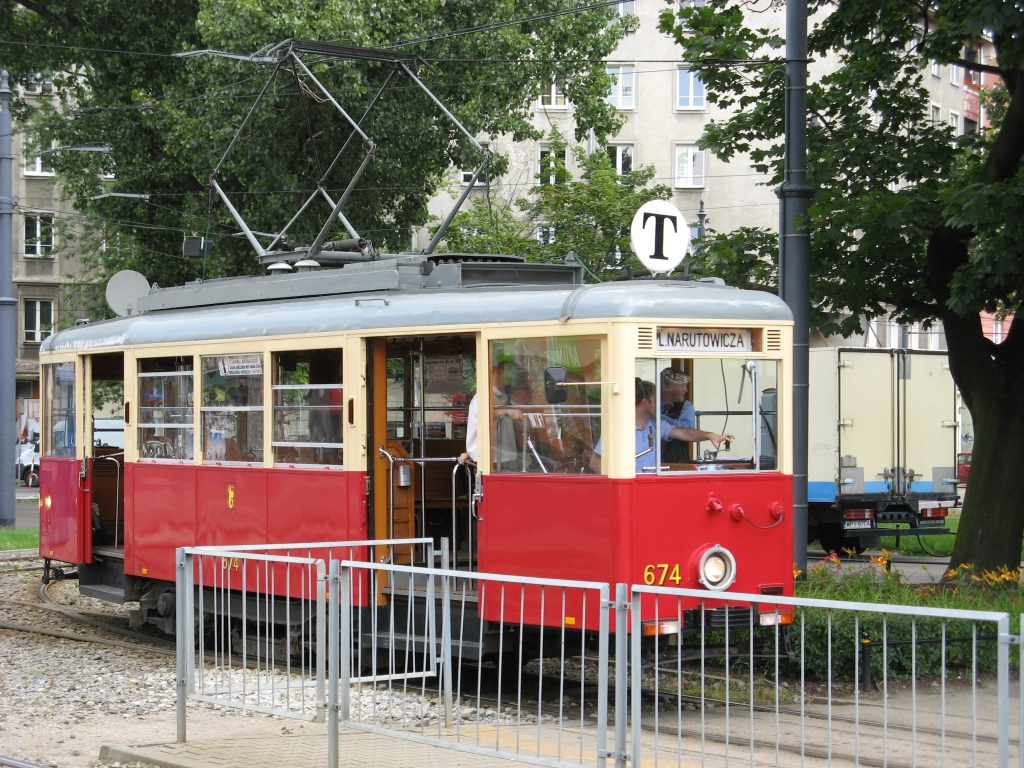
Historická tramvaj N ve Varšavě